# یورکویل (کالیفرنیا)
یورکویل (به انگلیسی: Yorkville) یک منطقهٔ مسکونی در ایالات متحده آمریکا است که در شهرستان مندوسینو، کالیفرنیا واقع شده‌است. یورکویل ۲۸۱ متر بالاتر از سطح دریا واقع شده‌است.